# Salvia telekiana
Salvia telekiana là một loài thực vật có hoa trong họ Hoa môi. Loài này được Simonk. & Thaisz miêu tả khoa học đầu tiên năm 1900.